# تکلند
تکلند (به انگلیسی: Techland) یک شرکت توسعه‌دهنده بازی‌های ویدئویی لهستانی است که در سال ۱۹۹۱ توسط پاول مارچکا تأسیس شده‌است.
اولین محصول این شرکت با عنوان شهرهای جنایت بود که در سال ۲۰۰۰ منتشر شد. تلاش‌های بعدی این شرکت منجر به تولید موتور بازی سه بعدی کروم شد. نام اولین بازی تیراندازی اول شخصی که از این موتور استفاده می‌کرد Specforce بود که در سال ۲۰۰۵ منتشر شد.
در سال ۲۰۰۶ شرکت فولکس واگن برای ساخت بازی GTI Rising که یک بازی اتومبیل رانی بود، ساخت بازی را به این شرکت واگذار کرد.
بازی معروف رالی کوهستان Xpand Rally توسط این موتور اجرا شده است. این موتور گرافیکی در سال ۲۰۰۶ به کروم انجین ۴ ارتقا یافت که بسیار با کنسول بازی پلی‌استیشن ۳ سازگاری داشت. از بازی‌های ویدئویی نامداری که از این موتور استفاده می‌کنند می‌توان به ندای خوارز، ندای خوآرز: غرق در خون، Xpand Rally و جزیره مرده اشاره کرد.